# أندريه هالمبا
ولد الأب أندريه (أندرو) هالمبا Andrzej Halemba في التاسع عشر من شهر تشرين الثاني عام 1954 في Chełm Śląski، في بولندا. كاهنٌ كاثوليكي ومبشّر بولندي من جمعية Fidei Donum. ترجم العهد الجديد، وألّف قاموسًا Mambwe-English. شغل منصب المدير السابق لمركز التنشئة الرسولية في وارسو وأمين سر الأسقفية البولندية للبعثات؛ وعمل أيضًا كمندوب مؤتمر الأساقفة البولنديين للشؤون التبشيرية؛ أسّس المتحف التبشيري في Brzęczkowic بولندا. عمل منذ عام 2006 حتى 2020 في المنظمة العالمية «عون الكنيسة المتألمة الدولية»ACN International ومركزها في ألمانيا. بداية كان مسؤولاً عن تقديم المساعدة للكنيسة في البلدان الأفريقية الناطقة بالإنجليزية والبرتغالية، ومنذ العام 2010 مسؤولا عن مساعدة الكنيسة في 23 دولة من بلاد الشرق الأوسط. وفي عام 2020 بادر إلى إطلاق مشروع التبشير العالمي: طريقنا إلى الله.

## الصبا والدعوة إلى الكهنوت
إن الأب أندرو هو ابن إريك هالمبا وماريا ني ريسكا. ولد في 19 نوفمبر 1954 في شيم أولسكي. لديه شقيقان برنارد وفينانتيوس. التحق بالمدرسة الابتدائية في مسقط رأسه، وفي عام 1969 بدأ تعليمه في مدرسة Tadeusz Kościuszko  الثانوية في Mysłowice. تكمن اهتماماته في الفلسفة والأنثروبولوجيا. بعد اجتياز امتحاناته النهائية في عام 1973، التحق بمدرسة سيليزيا العليا في كراكوف. في عام 1981 حصل على درجة الماجيستر في اللاهوت في الأكاديمية البابوية للاهوت في كراكوف، حيث رقيّ إلى الدرجة الكهنوتية في 3 أبريل 1980 على يد الأسقف هربرت بيدنورز في كاتدرائية كاتوفيتشي. عندما كان نائبًا لرعية القديس بطرس وبولس في Świętochłowice، عمل بالتزام كبير من أجل أطفال ماري، وهي مجموعة تدعم المبشرين. في ذلك الوقت، كان حريصًا جدًا على تأدية المهام الكنسية.

## الدعوة التبشيرية والعمل في زامبيا
كان للقاء مع Hyacinthe Thiandoum، الكاردينال السنغالي من داكار، الذي انعقد في عام 1979، أثناء أول رحلة للبابا يوحنا بولس الثاني إلى بولندا، تأثير كبير على قرار الأب هالمبا بأن يصبح مبشرًا. كان طالب اللاهوت الشاب مفتونًا بصراحة الكاردينال وانفتاحه وروح الدعابة الكبيرة التي يتحلى بها. بعد التحضير للغة المحلية على مدى عدة أشهر، ذهب إلى زامبيا في عام 1983، حيث عمل مبشّرًا لمدة 12 عامًا في أبرشية مبالا (الآن كاساما) ، في بعثة Mambwe "Fidei Donum"  (1983- 1993 و 2004-2005).
لم تكن خدمة الأب هالمبا التبشيرية مقتصرة على الأنشطة الرعوية وحدها، بل شملت العديد من المجالات الأخرى. كان العلاج الطبي أحد الخدمات التي قدمها، على الرغم من محدودية الموارد. كان عليه أن يواجه صعوبات كثيرة مثل سوء التغذية، ووباء الملاريا، ونقص المضادات الحيوية، واللقاحات، وارتفاع معدل وفيات فترة الولادة وكانت أقرب مستشفى على بعد حوالي 80 كلم. أما إيصال المريض إلى المستشفى قبل فوات الأوان فلم يكن دائمًا متاحًا.
للتغلب على العقبات التي تعترض إنقاذ كل حياة بشرية، قام المبشرون والسكان المحليون ببناء مستشفى خيري في مامبوي، في محيط الأبرشية والريف. وبفضل المساعدة الإدارية من الأسقف أدولف فورستنبرغ، والدعم المالي من المحسنين والتزام السكان المحليين الذين ساهموا بعملهم، تم الانتهاء من المستشفى في مامبوي في غضون عامين. ساهم الأب هالمبا أيضًا في إنشاء أول روضة أطفال وأول مدرسة ثانوية في بعثة مامبوي.

## ترجمات التبشير
كان شعب مامبوي الأول من بين 72 قبيلة محلية تقبل التبشير الكاثوليكي. أولاً، توقف الآباء البيض في مامبوي مويلا ، واشتروا مئتي عبد من العرب الذين نقلوهم عبر «طريق الرقيق» القديم، الذي يربط المقاطعة الشمالية بالمحيط الأطلسي والمحيط الهندي، كما وصفها ستيفنسون. هذا هو المكان الذي أنشئت فيه أول مستوطنة ومدرسة مسيحية.
ولكن، حتى ذلك الوقت، لم يكن لدى شعب مامبوي ترجمة جيدة للعهد الجديد بلغتهم الأم. كانوا مترددين في استخدام الترجمة البروتستانتية الحالية من أواخر القرن التاسع عشر مع العديد من الكلمات المأخوذة من اللغة السواحيلية، والأشكال اللغوية التي عفا عنها الزمن، والكثير من التناقضات النحوية. لذلك، كانت هناك حاجة إلى ترجمة جديدة وأكثر قابلية للفهم، خاصة لجيل الشباب. قام الأب هالمبا، بمساعدة مجموعة من المستشارين المحليين، بمواجهة التحدي وترجمة العهد الجديد إلى لغة شعب مامبوي في غضون عامين فقط. قام المبشرون البولنديون من Fidei Donum بطباعتها كهدية في مناسبة اليوبيل المئوي للكنيسة الكاثوليكية في زامبيا في عام 1991.
في عام 1994، نُشِرَ قاموس Mambwe-English []، والذي عمل عليه الأب هالمبا لمدة عشر سنوات (1984-1994)؛ وهو يحتوي على 17500 مداخل، وهو القاموس الأكثر شمولاً للغة البانتو في زامبيا. في عام 2007، أصدر منشورين مهمين: قاموس اللغة الإنجليزية-المامبوية، المستند إلى قاموس أكسفورد المعلم المتقدم والذي يحتوي على 21300 مدخل، بالإضافة إلى قواعد لغة المامبوي. بالإضافة إلى ذلك، قام الأب هالمبا بتحرير ونشر أعمال المبشر الأفريقي، الأب مارسيل بيتيتكلير (من الآباء البيض)، "القداس الروماني" بلغة مامبوي. في عام 2009، ساهم الأب هالمبا في نشر الكتاب المقدس للأطفال في مامبوي: "الله يتحدث إلى أبنائه"، وقام بتجميع واستكمال دليل طقوسي من ثلاثة مجلدات لمدرّسي التعليم المسيحي Mambwe Liturgical Lectionaries A, B and C” " التي بدأها أيضًا الأب مارسيل بيتيتكلير إم. آفر.

## العمل العلمي
خلال السنوات 1993-1994، درّس الأب هالمبا علم الإملاء في أكاديمية اللاهوت الكاثوليكية السابقة (الآن جامعة الكاردينال ستيفان ويسزيوسكي) في وارسو، واختتم دراسته مع شهادة أطروحة لاهوتية بعنوان "بعض جوانب حماسة الشعب المامبوي على ضوء خطبة البابا بولس السادس Africae Terrarum .
في عام 2004، حصل على درجة الدكتوراه في العلوم اللاهوتية مع أطروحته المعنونة «القيم الدينية والأخلاقية في أمثال مامبوي، زامبيا».
في عام 2005، نشر حكايات وأمثال شعبية عن شعب مامبوي باللغة الإنجليزية والمامبوية. وقد ساهم هذا في حفظ جوانب كثيرة من التقليد المامبوياني من الوقوع في غياهب النسيان. يوجد حاليًا مطبوعان قيد الإعداد: المجلد الثاني من الحكايات الشعبية الأفريقية (إنجليزي - مامبوي) و«تاريخ وعادات شعب مامبوي (زامبيا)».

## العمل للبعثات التبشيرية
في عام 1996، أصبح الأب هالمبا مديرًا لمركز التكوين التبشيري في وارسو وأمين عام لجنة الأساقفة البولندية للبعثات، وفي نفس العام تم ترشيحه أيضًا كمندوب لمؤتمر الأساقفة البولنديين للشؤون التبشيرية. وقد قام بتنظيم العديد من الأنشطة والمسابقات، من بينها مسابقات للأطفال، مثل "صديق مدرستي من إفريقيا" و "بعثة الألعاب الأولمبية".
في عام 2003، انتهت ولايته في لجنة الأساقفة البولندية للبعثات والتنشئة التبشيرية.
خلال رحلاته الرعوية والرسولية، قام بجمع العديد من الهدايا التذكارية مثل أشياء للاستخدام اليومي، والأعمال الفنية (معظمها أفريقية، وإنما أخرى هندية وبابوية أيضًا) وأشياء للعبادة.
أسس متحف الكاردينال أوغست هيلوند التبشيري من هذه المجموعية الغنية، والذي تم افتتاحه في 12 يناير 2004 في أبرشية سيدة الأحزان في Brzęczkowice. ساهم من خلال عمله هذا في انتشار الإرساليات انتشارًا واسع النطاق وازدياد الوعي لطابع الكنيسة الرسولي وتحفيز الدعوات الرسولية.
يعود الأب هالمبا إلى زامبيا كل عام وينظم الاجتماع السنوي للمبشرين البولنديين في لوساكا، وكذلك مسابقة مامبوي الثقافية - مهرجان اللغة التقليدية: فن الخطابة، سرد القصص الشعبية والشعر والغناء والرقص.

## منظمة «عون الكنيسة المتألمة» الدولية -  Kirche in Not
من عام 2006 جتى العام 2020 عمل الأب هالمبا في المنظمة الدولية «عون الكنيسة المتألمة" ومركزها في "كونينغ شتاين" في ألمانيا. ومن عام 2006 حتى 2010 كان مسؤولا عن مساعدة البلدان الناطقة باللغة الإنكليزية والبرتغالية في أفريقيا، ومن 2010 حتى 2020 عن مساعدة الكنيسة في الشرق الأوسط (الأرض المقدسة، أي فلسطين، لبنان، الأردن، سوريا، العراق، إيران، أفغانستان، تركيا، قبرص، أذربيجان، جورجيا، أرمينيا، مصر، إثيوبيا، إريتريا) وفي شبه الجزيرة العربية (المملكة العربية السعودية، اليمن، عمان، الكويت، قطر، البحرين، الإمارات العربية المتحدة). ويتعاون مع منظمة «هيكلة منظمات الإغاثة للكنائس الشرقية» (ROACO) لتجمّع الكنائس الشرقية، وهي لجنة تنسق ما بين منظمات الإغاثة في كافة أقطار العالم من أجل تقديم خدمة أفضل للمسيحيين.
خلال الاعتداء على المسيحيين وتهجيرهم من الشرق الأوسط، سارع إلى مدّ يد العون إلى الكنيسة المضطهدة بخاصة في العراق وسوريا. وقد ألّف برنامج "العودة إلى الجذور" (خطة مارشال لسهول نينوى)، الذي حصل على دعم مالي دولي ومكّن من إعادة بناء المنازل الخاصة والبنية التحتية للكنيسة العراقية. بفضل هذه المبادرة، استطاعت نصف العائلات المسيحية المهجّرة قسرًا من العودة إلى منازلها.
أما في سوريا، فقد ابتكر العديد من المبادرات المسكونية الخيرية مكّنت المسيحيين من التجذر في أرضهم والتشبث بها (شموع من أجل السلام في سوريا، المسبحة من أجل السلام، عزّوا شعبي: رحلة حج أيقونة سيدة الأحزان معزية السوريين).
أدت مسكونيته العملية إلى تعاون محلي أكثر فعالية ورصّ صفوف المجتمع المسيحي. ساهمت كل هذه الأعمال الإنسانية، والأنشطة الدبلوماسية والروحية، والدعوة إلى السلام في الحفاظ على الوجود المسيحي المحلي، مهد الإيمان المسيحي في الشرق الأوسط.
قام الأب هالمبا في إطار أنشطته المتنوعة بترويج العديد من مواقع المعلومات (بشكل أساسي "لجنة إعادة إعمار نينوى" و "مسيحيو سوريا")، و"ACNaid"، وهو نظام رقمي متقدم لإدارة المشاريع والتدقيق فيها.
يجري الأب هالمبا بصفته عالماً أبحاثًا لتوثيق اضطهاد المسيحيين في الشرق الأوسط والإبادة الجماعية الّتي تعرضوا لها بخاصة في العراق، بالإضافة إلى البحوث الاجتماعية والاثنوغرافية.
مبادرة دولية «طريقنا إلى الله»
لقد أدت خدمة الأب هالمبا الرسولية إلى إنشاء مبادرة دولية فأصدر كتابا عام 2020 بعنوان «طريقنا إلى الله». هدفت هذه المبادرة إلى مساعدة جميع أولئك الذين يبحثون عن معرفة الله وعن الإيمان المسيحي والحصول على سر المعمودية. يتوجه هذا الكتاب إلى كل شخص بدون استثناء، يبحث عن مشاركة البشرى السارة عن الله.
كما أدت مبادرة "طريقنا إلى الله"  إلى إطلاق سلسلة من تعاليم الكتاب المقدس، تستند إلى تقاليد الكنيسة المقدسة وتتوجه إلى الذين يلتمسون سر المعمودية من الناطقين باللغة العربية.
كتب هذا المرجع التعليمي المسيحي الأبوان ميشال صقر وأنطوان عساف، ونُشر في كتاب وفي نسخة مسجلة كما هو موجود على  صفحة إلكترونية وفي تطبيق على الانترنيت، وقد صدر في ترجمات ثنائية: عربية وإنكليزية، عربية وفرنسية، عربية وألمانية، عربية وإيطالية، وعربية إسبانية، عربية وبولونية، وفارسية وألمانية.

## الأوسمة والتميز
2015 –حاز الأب هالمبا لقب شرف أرشمندريت فخري (منحه إياه المطران عصام جون درويش، رئيس أساقفة زحلة والفرزل للروم الكاثوليك في لبنان).
2019 – حاز على تنويه مميز في مجلة "Inside the Vatican" وهو يُمنَح لعشرة أشخاص لفكرهم ومثل حياتهم. إنهم شهود الرجاء في أن الله موجود ويتدخل لإنقاذ شعبه.
2019 – جائزة الاستحقاق - الصليب الذهبي، منحه إياه رئيس جمهورية بولندا (هذه الجائزة مخصصة «لأنشطة دعم المحتاجين إلى المساعدة والدعم»).
2019 - الميدالية الذهبية من جامعة الكاردينال ستيفان ويزنيوسكي (مؤسسة «تقديراً للدعم والتعاون والتطوير» - جامعة الكاردينال ستيفان ويزيسكي في وارسو).
2019 - جائزة Pro Redemptione تقديراً لعمله من أجل المسيحيين المضطهدين والمحتاجين، والتي تمنحهاHomo Dei  الفصلية للكهنة الذين يخدمون في الخارج)
2020 منحه غبطة البطريرك الكاردينال لويس رافائيل ساكو، بطريرك الكلدان الكاثوليك في بغداد رتبة خوارسقف وهي تعادل رتبة المونسنيور في الكنيسة اللاتينية.

## 'المنشورات
Andrzej Halemba (2005). Religious and ethical values in the proverbs of the Mambwe people, Zambia PART I. Warsaw: Oficyna Wydawniczo-Poligraficzna “Adam”. ISBN 83-7232-627-4.
Andrzej Halemba (2005). Religious and ethical values in the proverbs of the Mambwe people, Zambia PART II. Warsaw: Oficyna Wydawniczo-Poligraficzna “Adam”. ISBN 83-7232-628-2.
Andrzej Halemba (2011). Amapepo pa Wanda wakwe Leza na manda akulu. Mwaka A. Warsaw: Oficyna Wydawniczo-Poligraficzna “Adam”. ISBN 978-83-7232-985-1.
Andrzej Halemba (2011). Amapepo pa Wanda wakwe Leza na manda akulu. Mwaka B. Warsaw: Oficyna Wydawniczo-Poligraficzna “Adam”. ISBN 978-83-7232-990-5.
Andrzej Halemba (2011). Amapepo pa Wanda wakwe Leza na manda akulu. Mwaka C. Warsaw: Oficyna Wydawniczo-Poligraficzna “Adam”. ISBN 978-83-7232-991-2.
Andrzej Halemba (2011). Umulungu Utakatifu Uwanda ukulu wlpasaka Myaka A,B,C. Warsaw: Oficyna Wydawniczo-Poligraficzna “Adam”. ISBN 978-83-7232-996-7.
Andrzej Halemba (2007). English-Mambwe Dictionary and Mambwe Grammar. Warsaw: Oficyna Wydawniczo-Poligraficzna “Adam”. ISBN 978-83-7232756-7.
Andrzej Halemba (2006). Amapepo ya Cîta ca Minsa, Mu Cimambwe (Zambia). Mysłowice-Brzęczkowice: [mps].
Andrzej Halemba (2005). Mambwe Folk-tales (English version). Warsaw: Oficyna Wydawniczo-Poligraficzna “Adam”. ISBN 83-7232-625-8.
Andrzej Halemba (2005). Mambwe Folk-tales (Mambwe version). Warsaw: Oficyna Wydawniczo-Poligraficzna “Adam”. ISBN 83-7232-626-6.
Halemba Andrzej, Różański Jarosław (eds) (2003). Wybrane problemy szkolnictwa w Afryce Subsaharyjskiej. Warszawa: Komisja Episkopatu Polski ds. Misji. ISBN 83-7232-421-2.
Halemba Andrzej, Różański Jarosław (eds) (2003). Historia i znaczenie przekładu Nowego Testamentu na język Mambwe, w: J. Różański – A. Halemba, Między przekładem biblijnym a teologią afrykańską,. Warszawa: Komisja Episkopatu Polski ds. Misji. ISBN 83-7232-420-4.
Andrzej Halemba (ed. & transl.) (1997). Kościół misyjny, Podstawowe stadium misjologii (original: Following Christ in Mission. A foundational Course in Missiology, Sebastian Karotempler). Warsaw: Missio-Polonia. ISBN 83-8627-115-9.
Andrzej Halemba (1997). Wkład polskich misjonarzy i misjonarek w dzieło misyjne Kościoła powszechnego, w: J. Guzowski, Misyjne zadania Kościoła w Polsce. Olsztyn.
Andrzej Halemba (1996). Oczekiwania Kościoła w Afryce u progu roku 2000 w świetle Synodu Afryki i Adhortacji Apostolskiej Ecclesia in Africa, Nurt SVD 30(1996), s. 3-32;. Warszawa: Verbinum. ISSN 1233-9717.
Andrzej Halemba (1995). Diecezjalne dzieło misyjne a udział diecezji katowickiej w misji ad gentes Kościoła powszechnego, w: W. Świątkiewicz, Kościół śląski wspólnotą misyjną. Katowice: Societas Scientiis Favendis Silesiae Superioris – Instytut Górnośląski.
Andrzej Halemba (1994). Mambwe-English Dictionary. Ndola: Franciscan Mission Press Ndola. ISBN 9982-07-047-9.
Andrzej Halemba. Zagadnienia inkulturacji w Afryce w okresie powstania orędzia Africae terrarum” Pawła VI”, SSHT 25/26(1992/93).
Andrzej Halemba (1993). Niektóre aspekty inkulturacji ludu Mambwe w świetle adhortacji Pawła VI Africae terrarum. mps.
Andrzej Halemba (1991). Icipangano Cipya (New Testament in Mambwe). Ndola: Mission Franciscan, Mission Press Ndola.